# Messinská nevěsta
Messinská nevěsta aneb bratr proti bratru (též jen Messinská nevěsta nebo Nevěsta messinská, v německém originále Die Braut von Messina oder die feindlichen Brüder) je tragédie německého básníka Friedricha Schillera. Autor hru žánrově označil jako „truchlohru se sbory“. Světová premiéra se konala dne 19. března roku 1803 v dvorském divadle ve Výmaru (Weimarer Hoftheater) a v tom samém roce na podzim vyšla hra knižně (šlo o jediné vydání za Schillerova života). Po nepříznivých reakcích byla tragédie dlouho považována za méně hodnotnou než jiné Schillerovy divadelní hry a odsouvána do pozadí. Ještě dnes je jedním z méně známých Schillerových dramat.

## Charakteristika hry

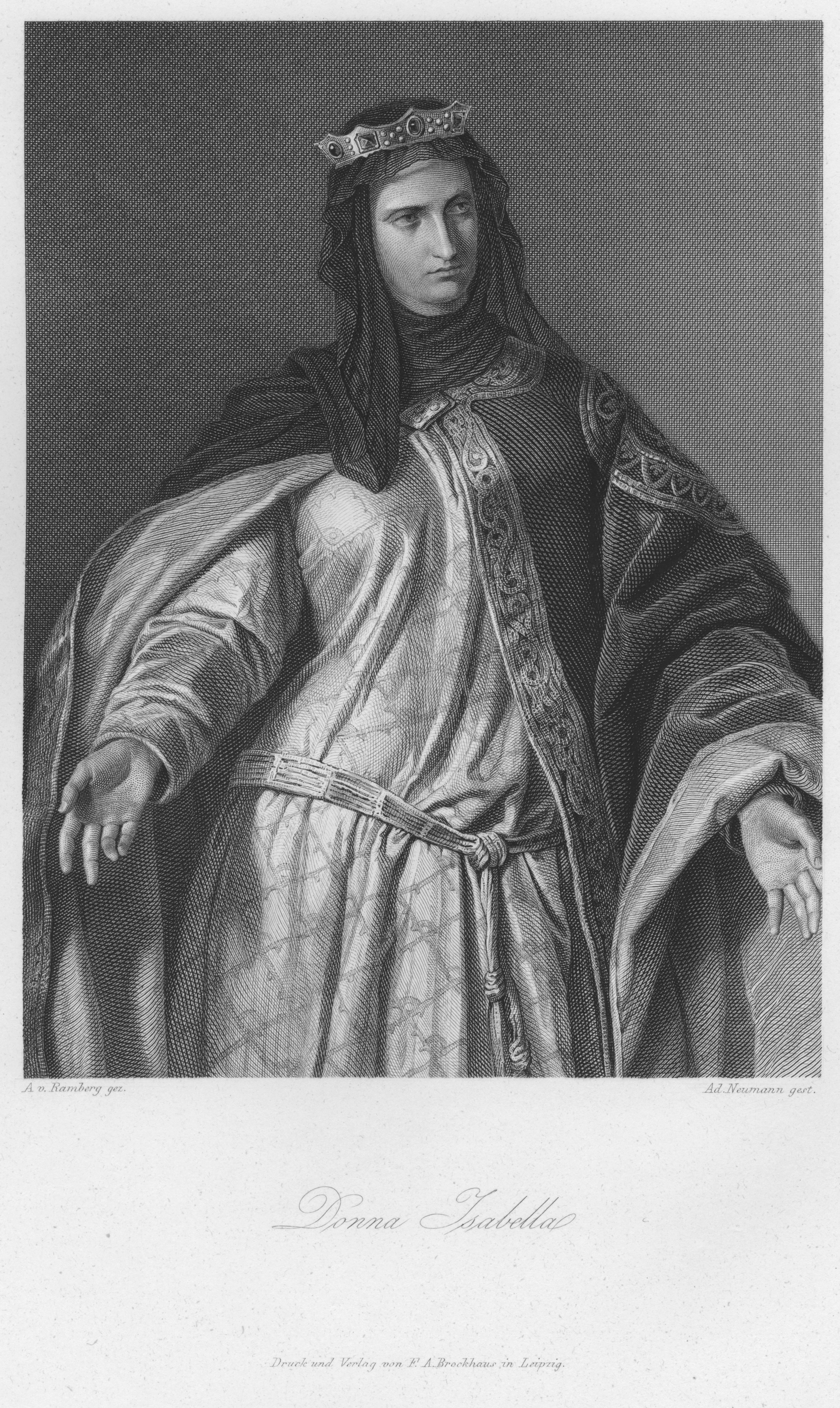
Donna Isabella

Schiller se v Messinské nevěstě pokoušel skloubit antické a moderní divadlo. Látka hry, se základním tématem nevyhnutelnosti osudu, zjevně navazuje na tradici velké řecké tragédie, jak ji představují Eurípidés nebo Sofoklés. Jako jeho antické vzory končí i toto drama zánikem celého rodu.
V kontextu Schillerovy dramatické tvorby je vytvoření této „tragédie v přísně řecké formě“ (jak sám autor svou hru charakterizoval) dílo naprosto výjimečné a nejméně pochopitelné, protože série jeho historických dramat (Don Carlos, Valdštejn, Marie Stuartovna a Panna Orleánská) je náhle přerušena. Za důvod se považuje jednak Schillerův pocit únavy ze studia náročných a složitých historických látek, jednak jednoduchost a neúprosná přímočarost antické řecké tragédie, která jej velice přitahovala.

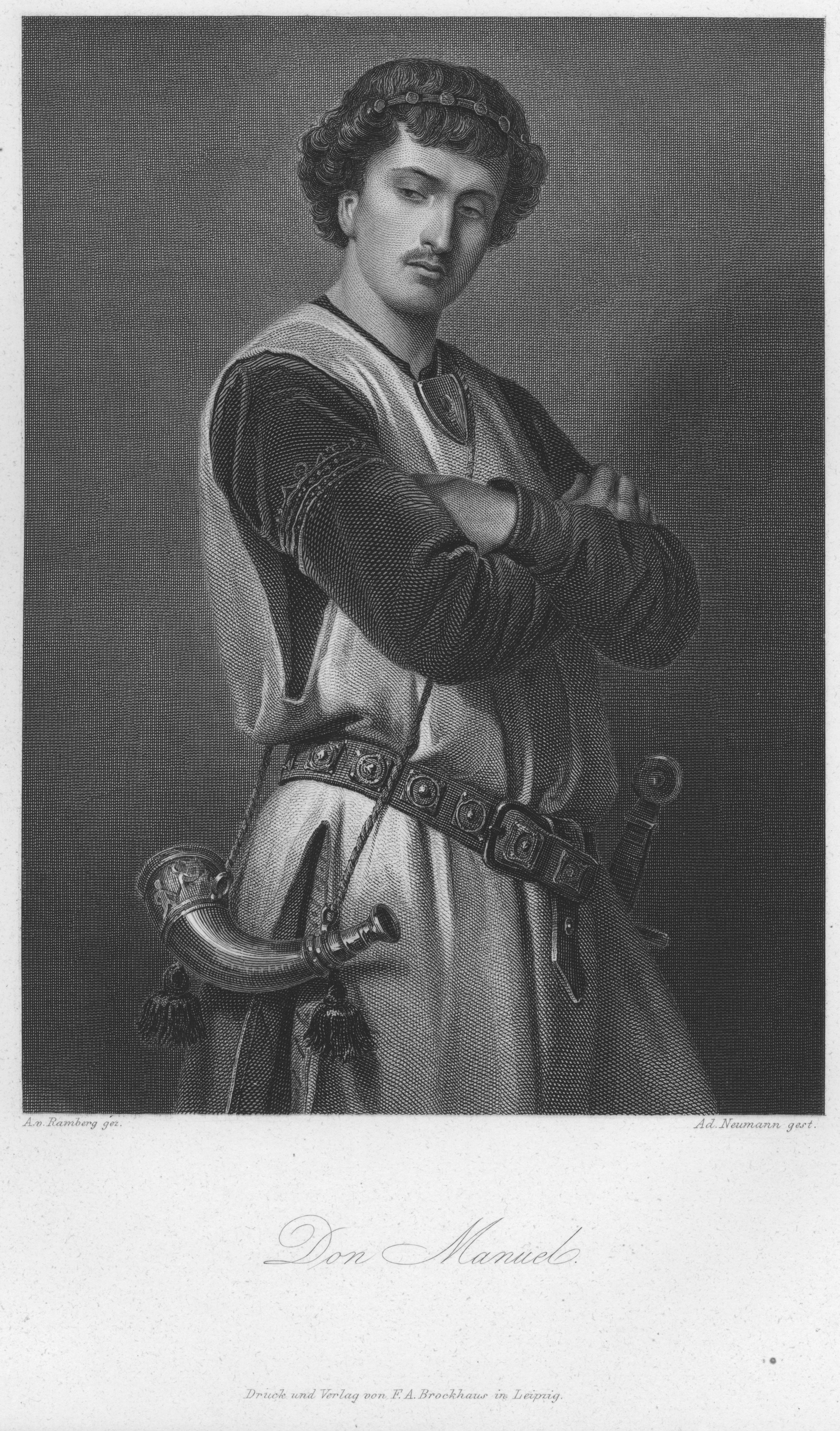
Don Manuel

Nezanedbatelný byl také vliv Goetha a jeho hry Ifigenie na Tauridě. Schiller měl ke hře výhrady a chtěl ji umělecky překonat tím, že vytvoří co nejčistší antický dramatický tvar, jehož rysy mělo zdůraznit použití sboru (chóru).
Použití chóru se Schiller snažit odůvodnit a ospravedlnit v pojednání O využití chóru v tragédii (Über den Gebrauch des Chors in der Tragödie), které vzniklo jako úvod k prvnímu knižnímu vydání hry. Podle Schillera je úkolem sboru vnášet život do řeči a uklidnění do děje a sloužit jako pojítko mezi smyslovými a ideovými vjemy, čímž lze docílit vzniku pravé poezie. Strnulost sborů se skutečně stala jedním z kritérií, které vedly k zápornému hodnocení hry. Clemens Brentano se roku 1803 v dopise Achimu von Arnimovi vyjádřil takto: „Nadmíru strnulý sbor vyvolává týž dojem, jako když v katolických kostelech obec věřící opakuje polovici Otčenáše.“
Historie recepce této hry ukazuje obtíže, které její inscenace přináší, neboť roku 1814 Brentano již svůj názor zcela změnil: „Celek je téměř architektonický a kamenný, ale jsou to zvučící kamenné obrazy, Memnonovy sloupy starověkého světa, které znějí, protože je (…) čarodějně oživuje (…) zázračná Jitřenka moderního (…) umění.“
Sbor je rozdělen mezi příznivce obou znesvářených bratří a zasahuje do děje zčásti aktivně, slovem nebo vědomým mlčením. Tím se odlišuje od svého antického předobrazu. A Brentano „ukázal, že je možné nejen vysledovat záměry básníka, ale i vzdát nejvyšší úctu jejich uskutečnění.“

## Obsah tragédie

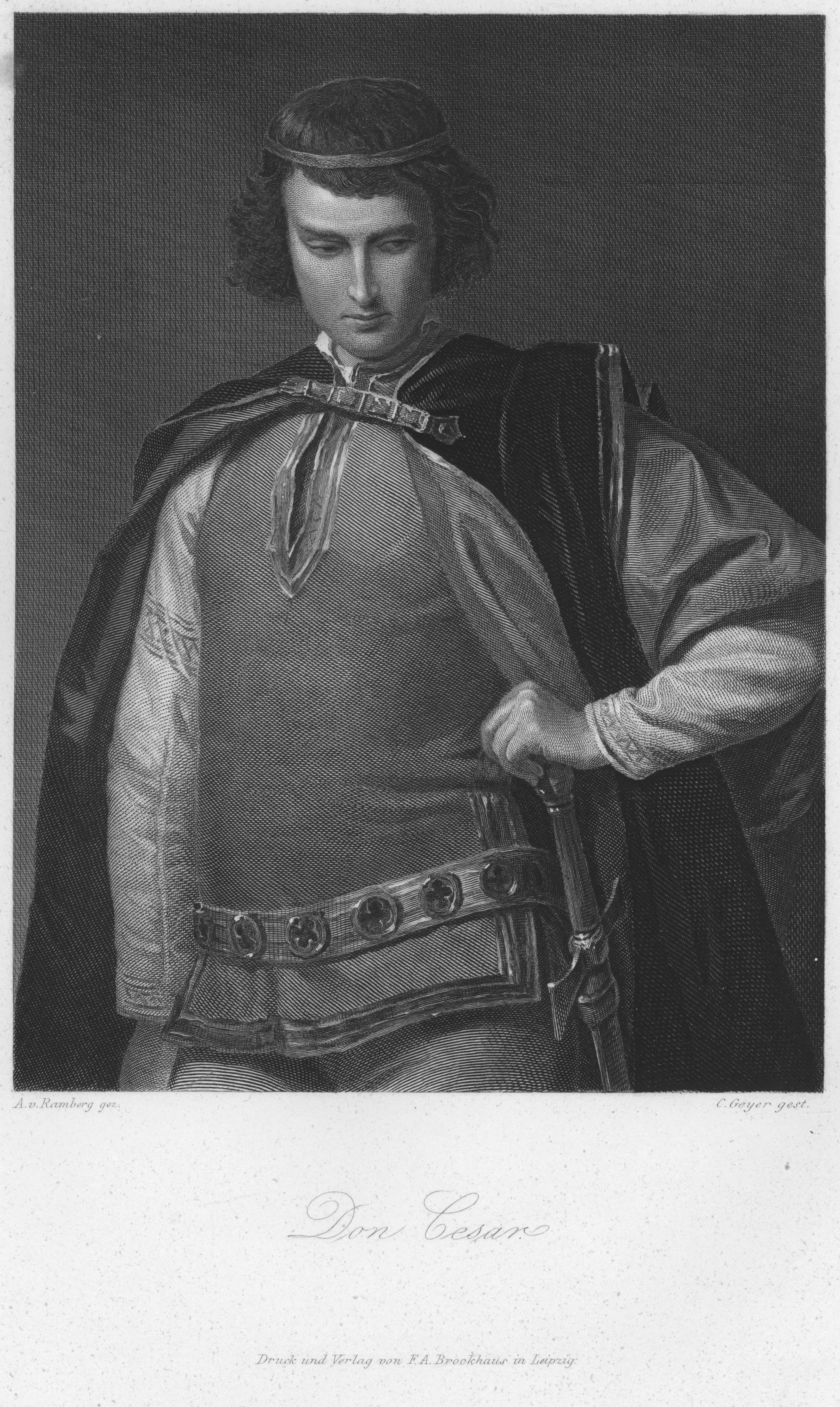
Don César

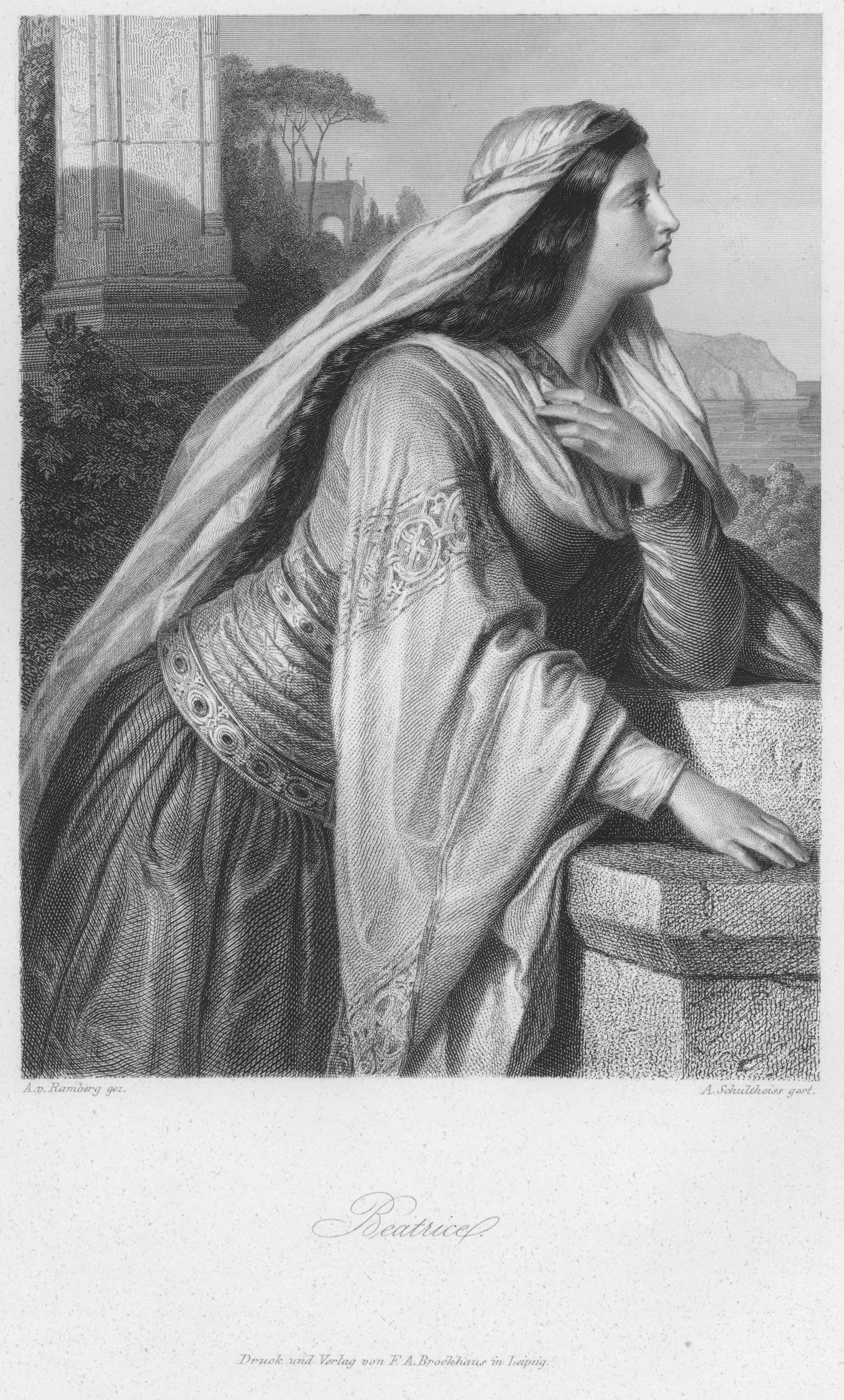
Beatrice

### Postavy
- Donna Isabella, kněžna messinská,
- její synové:
  - Don Manuel,
  - Don César,
- Beatrice,
- Diego, starý sluha,
- Poslové,
- Sbor, který tvoří družiny onou bratří,
- Starší messinští, němé role.

### Děj hry
Jako místo děje zvolil Schiller Sicílii, místo, kde se setkávají starověk a novověk, křesťanství a pohanství. Hra začíná v paláci v Messině, kde nedávno ovdovělá kněžna Isabella po dlouhém boji znovu smiřuje své znepřátelené syny, dona Manuela a dona Césara.
Po ukončení sporu Isabella oběma vyjeví, že mají ještě sestru, která až dosud vyrůstala ukryta v jistém klášteře, ale nyní ji kněžna hodlá přivést zpět do paláce.
Isabella svěřila děvče péči kláštera, ačkoli podle rozkazu zemřelého krále mělo být dítě ihned po narození usmrceno. Tento rozkaz vydal otec kvůli snu, jejž mu arabský hvězdopravec vyložil v tom smyslu, že by budoucí dcera přivodila zkázu celému rodu.
Avšak Isabella měla sama jiný sen, který si nechala vyložit křesťanským mnichem. Ten ji ujistil, že tato dcera jednou oba znesvářené bratry spojí v lásce. Isabella přikládala křesťanskému výkladu vyšší cenu, a proto dítě zachránila a držela v úkrytu.
Don Manuel i don César se však již nevědomky se svou sestrou Beatricí setkali a oba se do ní zamilovali, aniž by se dozvěděli její totožnost a aniž by věděli jeden o lásce druhého. Když nakonec don Manuel zjistí, že Beatrice je jeho sestra, po prvním překvapení se vřele obejmou. Takto je nalezne don César a ze žárlivosti bratra probodne.
Když královna Isabella po vraždě dona Manuela odhalí Beatricin původ, rozhodne se don César odčinit svůj zločin sebevraždou – a ani jeho matka, ani nově získaná sestra, ani sbor jej od tohoto činu nedokážou odvrátit.

## Nevěsta messinská v hudbě
Scénickou hudbu pro chóry zkomponoval nejprve výmarský kapelník Franz Seraph von Destouches a pro pozdější berlínské uvedení hry Bernhard Anselm Weber. Roku 1839 napsal podle Schillerovy tragédie operu La sposa di Messina italský skladatel Nicola Vaccai (libreto Jacopo Cabianca). Ve 30. nebo 40. letech 19. století zpracoval pátý výjev z 3. dějství hry jako dramatickou scénu pro sóla, sbor a orchestr český skladatel Václav Jan Tomášek. V letech 1850–1851 zkomponoval předehru Die Braut von Mesina německý skladatel Robert Schumann jako svůj Op. 100.
Nejznámějším hudebním zpracováním je opera Nevěsta messinská Zdeňka Fibicha na slova Otakara Hostinského z roku 1884.

## Filmové adaptace
- La fidanzata di Messina (1911), španělský němý film, režie Gennaro Righelli.[11]
- Chamsin (1972), západoněmecký film na motivy hry, režie Veit Relin.[12]

## Messinská nevěsta v českých zemích
Messinská nevěsta byla v Praze poprvé uvedena za ředitele Johanna Carla Liebicha (1806–1816). V Brně ji 7. listopadu 1816 poprvé uvedlo Brněnské městské divadlo. Tyto inscenace byly v němčině.
V češtině se hra objevila s velkým zpožděním, jako vůbec poslední ze Schillerových dramat. Teprve roku 1942 vznikl první a dosud jediný překlad do češtiny od Františka Vrby. Ve stejném roce byla hra také poprvé hrána v češtině, a to v Praze v Městském divadle Na Poříčí (dnes Divadlo Archa) v režii Františka Salzera. Roli Isabely hrála Anna Iblová. Žádná pozdější profesionální inscenace v českých zemích není evidována. Jedním z důvodů, proč zde hra není běžně uváděna, je i konkurence Fibichovy opery.
Knižně vyšla Messinská nevěsta v češtině zatím pouze dvakrát, vždy v překladu Františka Vrby:
- Messinská nevěsta, Praha: František Borový 1942
- Nevěsta messinská, in. Nevěsta messinská, Vilém Tell, Dimitrij, Poezie. Praha: SNKLU 1963.